# Being Human (serie de televisión)
Being Human (en español: Siendo humano) (conocida como: Casi humanos en España), es una serie de televisión británica de género drama sobrenatural. Creada y escrita por Toby Whithouse y transmitida por la BBC Three. Narra la difícil vida de tres compañeros de piso nada convencionales. Está protagonizada por Aidan Turner, Russell Tovey y Lenora Crichlow como tres personajes aparentemente de veintitantos años que comparten una casa en Totterdown, Bristol, tratando de vivir una vida social normal, a pesar de ser un vampiro, un hombre lobo y una fantasma, respectivamente. Durante la segunda temporada de la serie, Sinead Keenan pasó a formar parte del elenco principal. Las dos primeras temporadas fueron filmadas en Totterdown, Bristol, y la tercera temporada se trasladó a la Isla de Barry, Gales. El 13 de marzo de 2011, el creador de la serie Toby Whithouse anunció que Turner había dejado la serie y que se introducirían personajes nuevos.
La serie es una de las más populares en iPlayer de la BBC. La segunda temporada se estrenó en BBC Three el 10 de enero de 2010. La tercera temporada se estrenó el 23 de enero de 2011. El día siguiente a la final de la tercera temporada, la BBC anunció una cuarta temporada que se estrenara en la BBC en 2012.

## Sinopsis
El argumento central del Being Human es que los diversos tipos de seres sobrenaturales conviven con los seres humanos, con diversos grados de amenaza, de que tres de estos seres sobrenaturales han optado por vivir entre los seres humanos más que aparte de ellos, y que estos tres personajes están intentando (tanto como sea posible) vivir vidas normales de humanos a pesar de las presiones y peligros de su situación. Están constantemente en peligro de la exposición o la persecución, con la presión de otras criaturas sobrenaturales, y con los problemas causados por sus intentos de hacer frente a sus propias naturalezas.

### Primera temporada
La primera temporada se desarrolla en la ciudad regional británica de Bristol y  nos presenta a George (un hombre lobo reacio de aproximadamente veinte años) y Mitchell (un vampiro con la apariencia y el comportamiento de un joven de unos veinticinco años, pero que en realidad tiene más de un centenar de años de edad). Ambos están tratando de rechazar su naturaleza actual como depredadores sobrenaturales -George es estricto con la gestión de sus transformaciones y sus efectos sobre los demás-, Mitchell absteniéndose de beber sangre. A pesar de una larga historia de antipatía entre las razas de los hombres lobo y vampiros, Mitchell y George han formado una amistad profunda: ambos han tenido bajo perfil, empleos de baja condición de celadores y vivir juntos como compañeros de casa. El paso a una nueva casa juntos, descubren que ya tiene un inquilino -Annie, una fantasma de aproximadamente veinte años-. Annie había vivido anteriormente en la casa con su novio Owen, pero murió después de caer por las escaleras. Ella se ha mantenido en la propiedad, mientras que Owen, sin darse cuenta de su presencia continúa su vida, y ha alquilado la casa a Mitchell y George. Como seres sobrenaturales, tanto George como Mitchell pueden ver, tocar y comunicarse con Annie, que está encantada de ser parte de y se convierte en la tercera miembro de su familia sustituta.
Los tres, sin embargo, tienen problemas en curso que tratar. Mitchell se siente, sin duda bajo la presión de la mayoría: la primera, y central, el desafío es su lucha contra su deseo de sangre (que se presenta como algo similar a una lucha contra la adicción a las drogas). Su segundo reto se relaciona directamente con la primera y es la reciente creación de un nuevo vampiro imprudente -Lauren-, una chica que atacó y bebió durante una sola noche en la que no pudo resistir la tentación. El tercer desafío es la presión cada vez mayor puesto en él por la comunidad de vampiros de Bristol liderado por William Herrick (el vampiro que originalmente había "reclutado" a Mitchell durante la Primera Guerra Mundial). Herrick tiene ambiciones imperiales de llevar una supremacía mundial de vampiros, y ha trabajado cuidadosamente en vampiros poniendo encubiertos dentro de la creación humana -él mismo es un agente de policía de alto rango-. Ahora ha comenzado a reclutar a los seres humanos con posiciones valiosas o carreras (como los funcionarios públicos locales, abogados y arquitectos). Antes de renunciar a la sangre, Mitchell fue visto como una figura de héroe por muchos en la comunidad de vampiros, por lo que Herrick lo ve tanto como un valioso aliado que no lo dejara con facilidad, y como un rival potencial.
George tiene su propio reto que es gestionar sus transformaciones de hombre lobo mensuales de tal forma que no mate a nadie, para que no pase por el síndrome de hombre lobo. Él considera que su condición es "una maldición", sobre la cual se encuentra en un cierto estado de negación (como referencia a su yo-lobo como si fuera una persona diferente). Por último, el desafío de Annie es lidiar con su nueva vida como una fantasma (incluyendo el aislamiento y la soledad que da a lugar) y para averiguar la razón por la que se ha mantenido en la Tierra como un fantasma en lugar de pasar por encima de la otra vida.
El resto de la primera temporada se refiere a los intentos de los protagonistas para hacer frente a estas situaciones y con los diversos personajes (humanos o no) que entran en contacto o en conflicto con ellos. Todos los problemas son finalmente llevados a su clímax feroces para que el trío sobreviva, pero su existencia no menos precaria.

### Segunda temporada
La segunda temporada también situada en Bristol se refiere a las secuelas de la primera. Mitchell tiene que luchar con la doble responsabilidad de la gestión de sus propios impulsos e intentar gestionar la comunidad de vampiros de Bristol ahora que están dispersos y sin timón. George debe hacer frente a las responsabilidades de la intimidad y el problema de haber pasado por su "maldición" a pesar de sus esfuerzos. Annie deberá encontrar un nuevo propósito en su presencia continúa (haber resuelto los problemas iniciales que mantuvo en la Tierra) y también debe hacer frente a la atención maligna de otro tipo de residente sobrenatural, en la otra vida, pero capaz de influir en los acontecimientos del mundo.
La vida de Mitchell, George y Annie se complica aún más por otros factores nuevos. En la actualidad George tiene una necesidad para adaptarse a Nina, su novia que ya vive en la casa, y hacer frente a los nuevos problemas urgentes a los que ella se está enfrentando, hay problemas con la policía, y dos poderosos vampiros juguetones (Ivan y Daisy) han llegado a Bristol con la amenaza de causar caos. El trío también están sujetos a la atención cada vez mayor de una misteriosa organización (eventualmente llamada Centro para el Estudio de la actividad sobrenatural, o CenSSA), dirigido por el científico Dr. Jaggatt y el sacerdote-administrador de Kemp-. Esta organización ha identificado y clasificado los tres tipos diferentes de criaturas sobrenaturales - vampiros, hombres lobo y fantasmas - y continúa la investigación, aunque es evidente desde el principio que están más que dispuestos a dejar que los sujetos mueran en el curso de la investigación. La vida de cada uno de los cuatro protagonistas principales gradualmente tiene más y más cerca la organización, a pesar de la amenaza que puede suponer para todos ellos.

### Tercera temporada
La tercera temporada nos muestra a los protagonistas que se mudan a Barry Island, en Gales del Sur (como resultado de los acontecimientos en la temporada dos). Crearon una casa en un antiguo hotel de alojamiento y desayuno e intentan reanudar sus vidas "normales", a pesar de la proyección de los resultados de la segunda temporada. Conforme la temporada progresa, el cuarteto debe lidiar con el regreso de varias figuras y eventos de George y el pasado de Mitchell, las incursiones más sobrenatural (más vampiros como un adolescente y un par de swingers suburbanos, una WAG zombi y un par de hombres lobo que se han establecido a sí mismos como cazadores de vampiros) y las complicaciones de sus propias relaciones en desarrollo. Los eventos conducen a un final que deja el hogar en un cambiado dramático.

### Cuarta temporada
El 13 de marzo de 2011, Whithouse y BBC Three anunció que Being Human había sido renovada para una cuarta temporada. El productor también dijo que algunos viejos personajes volverían, y tenía la intención de introducir otros nuevos. Radio Times informó que la cuarta temporada es probable que salga al aire a principios de 2012, y que los personajes siguen viviendo en la Isla de Barry. El 19 de abril de 2011, BBC America anunció que iba a coproducir la cuarta temporada de la BBC Three.

## Episodios
| Temporada | Temporada | Episodios | Temporada             | Temporada             | Edición en DVD           | Edición en DVD      | Edición en DVD       |
| Temporada | Temporada | Episodios | Comienzo              | Final                 | Región 1                 | Región 2            | Región 4             |
| --------- | --------- | --------- | --------------------- | --------------------- | ------------------------ | ------------------- | -------------------- |
|           | Piloto    | 1         | 18 de febrero de 2008 | 18 de febrero de 2008 |                          |                     |                      |
|           | 1         | 6         | 25 de enero de 2009   | 1 de marzo de 2009    | 20 de julio de 2010      | 20 de abril de 2009 | 6 de agosto de 2009  |
|           | 2         | 8         | 10 de enero de 2010   | 28 de febrero de 2010 | 21 de septiembre de 2010 | 12 de abril de 2010 | 5 de agosto de 2010  |
|           | 3         | 8         | 23 de febrero de 2011 | 13 de marzo de 2011   | 3 de mayo de 2011        | 28 de marzo de 2011 | 5 de mayo de 2011    |
|           | 4         | 8         | 23 de febrero de 2012 | 25 de marzo de 2012   | 15 de enero de 2013      | 23 de abril de 2012 | 7 de junio de 2012   |
|           | 5         | 6         | 3 de febrero de 2013  | 10 de marzo de 2013   | 20 de agosto de 2013     | 8 de abril de 2013  | 2 de octubre de 2013 |

## Personajes

### Principales
- Lenora Crichlow es Annie Sawyer. (1-4)
- Aidan Turner es John Mitchell. (1-3)
- Russell Tovey es George Sands. (1-4)
- Sinead Keenan es Nina Pickering. (3)
- Michael Socha es Tom McNair. (4-5)
- Damien Molony es Hal Yorke. (4-5)
- Kate Bracken es Alex Millar. (5)
- Steven Robertson es Dominic Rook. (5)

### Secundarios
- Sinead Keenan es Nina Pickering. (1.01-2.08)
- Jason Watkins es William Herrick. (1.01-3.08)
- Dylan Brown es Seth. (1.01-1.06)
- Annabel Scholey es Lauren Drake. (1.01-1.05)
- Gregg Chillin es Owen Norayan. (1.01-1.06)
- Sama Goldie es Janey Harris. (1.01-1.05)
- Rebecca Cooper es Cara. (1.01-3.05)
- Mykola Allen es Bernie. (1.04)
- Dean Lennox Kelly es Lee Tully. (1.01-1.02)
- Alex Price es Gilbert. (1.03)
- Clare Higgins/Charlene McKenna es Josie. (1.05-1.06/2.05)
- Craig Roberts es Adam. (3.02&4.05)
- Michael Socha es Tom McNair. (3.01-3.08)
- Donald Sumpter es Patrick Kemp. (1.06–2.08)
- Paul Rhys es Ivan. (2.01–2.07)
- Amy Manson es Daisy. (3.01-3.08)
- Lyndsey Marshal es Lucy Jaggat. (2.01–2.08)
- Mark Fleischmann es Lloyd Pinkie. (2.01–2.08)
- Lucy Gaskell es Sam Danson. (2.04-2.07)
- Robson Green es Anthony McNair. (3.01–3.08)
- Gina Bramhill es Eve Sands. (4.01–4.08)
- Andrew Gower es Nick Cutler. (4.01-4.08)
- Philip Davis es Captain Hatch. (5.01–5.06)
- Toby Whithouse es Alistair Frith. (5.01–5.06)

## Producción

### Antecedentes
El creador Toby Whithouse fue abordado por la compañía productora Touchpaper Televisión para desarrollar una serie dramática sobre un grupo de amigos que compran una casa juntos. Whithouse no estaba entusiasmado con la idea pero se quedó con tres personajes, George, Mitchell y Annie. A Touchpaper Televisión le gustado los personajes por lo que comenzó a desarrollar el proyecto. Durante meses Whithouse y Touchpaper Televisión lucharon por encontrar una historia para el primer episodio. Finalmente tuvieron una reunión final para ver si podían llegar a una historia o el proyecto sería desechado. Whithouse pensó en los elementos sobrenaturales y los personajes se cambiaron.

### Episodio piloto
Whithouse fue contactado por la BBC que le dijeron que estaban haciendo una serie de pilotos. Whithouse no era un fan del proceso piloto de televisión, sino que cree lo contrario el programa no sería realizado hasta que el guion del piloto se presentó. En 2007, Danny Cohen, el controlador de BBC Three, encargó el piloto del Being Human, West 10 LDN, Mrs In-Betweeny, Phoo Action fueron pilotos como parte de la nueva imagen de la BBC Three. Antes de que los pilotos fueran difundidos, a Whithouse se le dijo que sólo Phoo Action había sido encargada para una temporada completa. El episodio piloto fue emitido el 18 de febrero de 2008. El periodista Narin Bahar de Reading Chronicle comenzó una petición en línea para presionar a los editores de la BBC Three para dar luz verde a la puesta en marcha de una serie completa que fue firmada por más de 3000 personas. Phoo action fue cancelada después de que se decidió que los guiones de la serie no fueron lo suficientemente buenos y Being Human fue comisionado para que continuara.

### Casting
El episodio piloto protagonizado por Guy Flanagan como Mitchell el vampiro, Andrea Riseborough como Annie la fantasma, y Russell Tovey como George el hombre lobo, así como con Adrian Lester como Herrick (el líder de los vampiros y principal antagonista de la temporada uno) y Dominique McElligott como la vampiresa recién convertida Lauren (convertida por Mitchell). Con la excepción de George, estos actores fueron cambiados cuando la serie entró en plena producción.

### Rodaje
La primera y segunda temporada se establecieron y filmaron en Bristol con vistas de Clifton Suspension Bridge y Clifton Village. Windsor Terrace, Totterdown, Bristol. Fue el lugar de la casa de Mitchell, Annie y George y el pub que se muestra en el piloto. Escenas de conjunto en el hospital donde se filmaron el trabajo de Mitchell y George y cerca de Bristol y del Hospital General de Glenside, Bristol.
La tercera temporada fue filmada y ambientada en Barry (Barry Island). La nueva casa está ubicada en Cannon Street. Algunas filmaciones se llevaron a cabo en el bosque en Cowbridge, Vale of Glamorgan, en julio de 2010. La tercera temporada empezó a emitirse el 23 de enero de 2011.

## Recepción
La recepción de la serie ha sido muy favorable. Matt Roush de TV Guide llama a la serie "terriblemente buena". Glenn Garvin de Miami Herald escribe: "Pero a pesar de las risas, Being Human nunca pierde de vista la amenaza de sus personajes". Ken Tucker, de Entertainment Weekly, describió la serie "como Crepúsculo, pero mejor escrito". La revisión de la tercera temporada en Blu-ray, el Wichita Falls Times-Record-News señaló: "Muchas películas y programas de televisión le sugerirá cómo la gente puede ser mala y cómo los personajes pueden sufrir mucho Being Human realmente puede hacer que los espectadores sientan algo de eso, horror". La serie fue nominada a Mejor Serie Dramática en el 2010 a los Premios de la Academia Británica de Televisión, pero perdió ante Misfits. También fue nominada en 2011, pero perdió frente a "Sherlock".

## Spin-offs y adaptaciones

### Adaptación de Estados Unidos
Un remake de la serie, producida por Muse Entertainment Enterprises fue presentada por Space en Canadá y por Syfy en los Estados Unidos en 2011. La primera temporada fue de 13 episodios. Está prevista una segunda temporada.

### Becoming Human
La BBC ha encargado a una extensión en línea llamada Becoming Human, que se inició a mediados de la transmisión de la tercera temporada de Being Human. Becoming Human cuentan con protagonistas como Craig Roberts como el vampiro adolescente Adam, Leila Mimmack como la mujer lobo Christa y Josh Brown como el fantasma Matt, los tres trabajando juntos para resolver el asesinato reciente de Matt.

### Libros
En 2010, la BBC Books publicó el primer set de libros de Being Human, establecidos en algún momento de la temporada dos.
- The Road -El camino- de Simon Guerrier (4 de febrero de 2010)
- Chasers -Cazadores- de Mark Michalowski (4 de febrero de 2010)
- Bad Blood -Mala sangre- de James Goss (4 de febrero de 2010)